# تیپ ۵ زرهی (کره جنوبی)
تیپ ۵ زرهی (کره‌ای: 제5기갑여단) تشکیلات نظامی ارتش جمهوری کره است. این تیپ تابع سپاه پنجم است.